# Доротея Софія Нойбурзька
Доротея Софія Пфальцька (нім. Dorothea Sophie von der Pfalz) або Доротея Софія Пфальц-Нойбурзька (нім. Dorothea Sophie von Pfalz-Neuburg), ( 5 липня 1670 — 15 вересня 1748) — пфальцька принцеса з династії Віттельсбахів, донька курфюрста Пфальцу Філіпа Вільгельма та ландграфині Гессен-Дармштадтської Єлизавети Амалії, дружина спершу спадкоємного принца Парми та П'яченци Одоардо Фарнезе, а згодом — правлячого герцога Парми та П'яченци Франческо Фарнезе, рідного брата її першого чоловіка, матір королеви Іспанії Ізабелли Фарнезе. Регентка Парми та П'яченци у 1731—1734 роках за володарювання її неповнолітнього онука Карла I. Згодом влада у герцогстві перейшла до династії Габсбургів.

## Біографія

### Дитинство та юність
Народилась 5 липня 1670 року у Нойбурзі. Була чотирнадцятою дитиною та п'ятою донькою в родині пфальцграфа Нойбургу, герцога Юліху та Бергу, Філіппа Вільгельма та його другої дружини Єлизавети Амалії Гессен-Дармштадтської. Була охрещена у придворній каплиці єзуїтом Габріелем Рідлером. Зі старших сиблінгів на момент її народження живими залишились сестри Елеонора Магдалена, Марія Софія та Марія Анна й брати Йоганн Вільгельм, Вольфганг Георг, Людвіг Антон, Карл Філіп, Александр Сигізмунд, Франц Людвіг, Фрідріх Вільгельм і Філіп Вільгельм. Згодом сімейство поповнилося двома молодшими доньками.
Шлюб батьків був щасливим. Основною резіденцією сімейства слугував Нойбурзький замок. Неподалік, у тугайовому лісі, розташовувався мисливський замок Ґрюнау. Літньою резиденцією був замок Бейрат неподалік Дюссельдорфу.

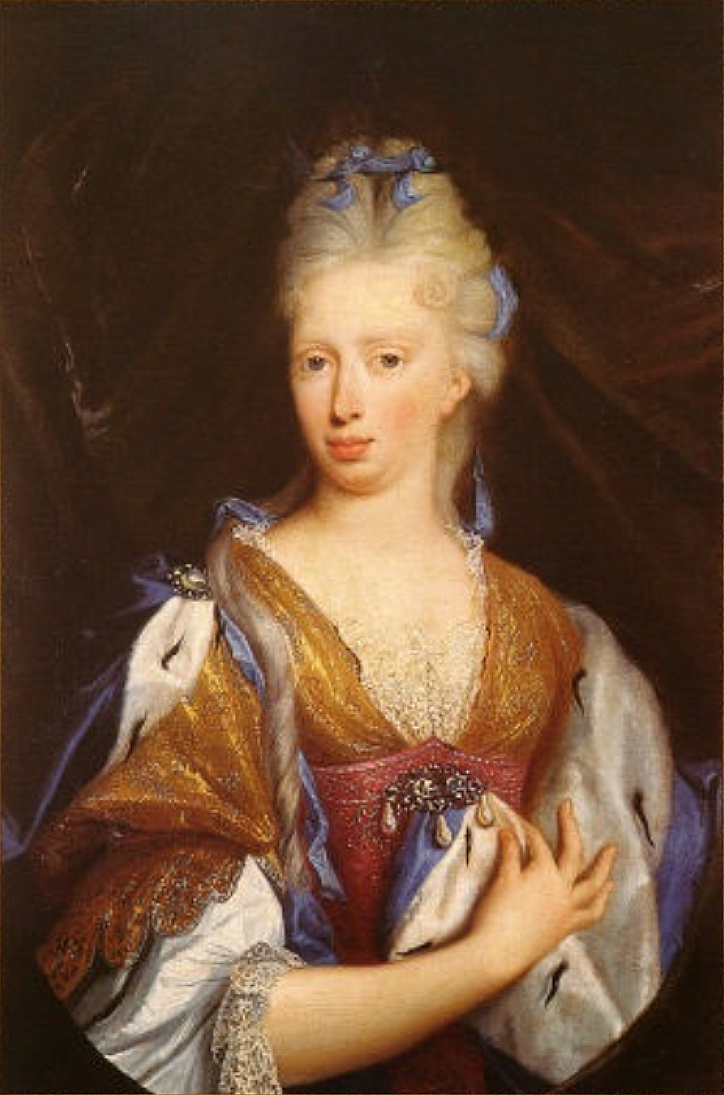
Портрет Доротеї Софії пензля Я. Ф. ван Дувена, Міський музей Клаузену

Принцеси, за певним графіком, вранці та вдень отримували уроки письма та читання, вивчали латину, французьку та італійську мови. Для відпочинку їм рекомендувалася «хороша робота», танці та співи. Щосуботи навчалися катехізису та символам віри. По неділям і святам дозволялося відвідувати монастир кармеліток або Біттенбрунн, Грюнау, Роренфельд чи інші місця, аби «розважитися». Гофмейстерина мала здійснювати за ними суворий контроль щодо дотримання манер і пристойностей, поведінки за столом та спілкування з іншими людьми. У разі особливої непокори могла навіть використовувати різку. Також відповідала за одяг, прання і адміністрування витрат принцес. За «загальним» наказом кожного вечора відбувався іспит сумління дівчат; перед сном вони приносили вибачення всім, кого образили, навіть слугам.
У травні 1685 році батько Доротеї Софії успадкував Курпфальц від свого кузена Карла II. Будучи католіком, він намагався дати юридичну рівність усім місцевим конфесіям, що не сподобалося протестантам. Зрештою, король Франції Людовик XIV від імені своєї невістки Єлизавети висунув претензії щодо пфальцької спадщини, і у вересні 1688 року французькі війська вторглися до земель Пфальцу, що поклало початок Дев'ятирічній війні. Сім'я курфюрста знову повернулася до Нойбургу.

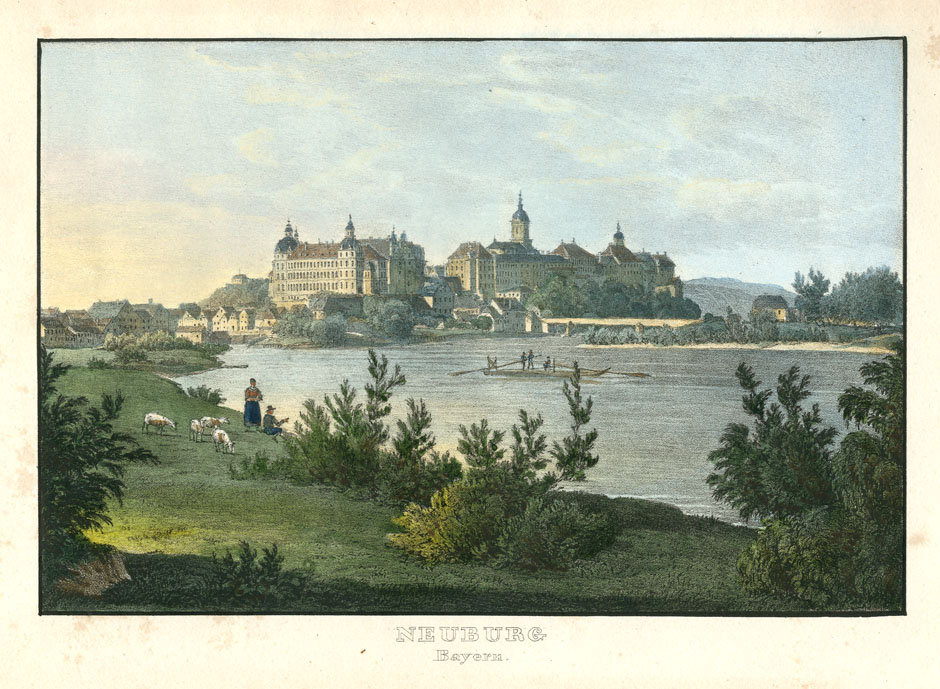
Нойбурзький замок

Імператор Священної Римської імперії Леопольд I Габсбург запропонував посватати котрусь із доньок курфюрста Пфальцу герцогу Парми та П'яченци. Союз викликав невдоволення французького двору, але скріпив би зв'язки Парми з імперією. Переговори щодо такого шлюбу почалися влітку 1688 року. 15 січня 1690 року у листі до Рануччо II Філіп Вільгельм писав, що, завдяки італійському посланцю Фабіо Перлетті, складання шлюбного контракту спадкоємного принца Парми та його доньки Доротеї Софії майже завершене. Загалом даний документ викликав чимало труднощів, оскільки мав бути складеним цілком у дусі імператора Леопольда I, який сподівався краще контролювати двор Парми за допомогою своєї невістки в майбутньому.
Разом з тим, герцогу Пармському Доротея Софія була представлена як дама ангельських манер і гідна похвали за свої чесноти та сильний, але спокійний дух. Останнє мало розумітися як те, що наречена буде слухняною і не має наміру втручатися у політичні ініціативи Фарнезе. Таким чином, загроза імперського втручання була частково пом'якшена.
Весілля за довіреністю відбулося ввечері у понеділок 3 квітня 1690 і проходило у Нойбурзькій придворній церкві. Після церемонії у замку дали розкішний бенкет.

### Дорога до Парми
5 квітня принцеса у супроводженні маркіза Віголено та численної свити вирушила до нової батьківщини. З її виїздом в Нойбурзі був даний гарматний салют. Перші чотири кілометри Доротея Софія їхала у кареті з батьками, молодшими сестрами та принцом Зульцбаським. Від Вагенхофену до Петтмесу з нею подорожували лише сестри. В останньому вони провели ніч і наступного дня зі сльозами попрощалися. 

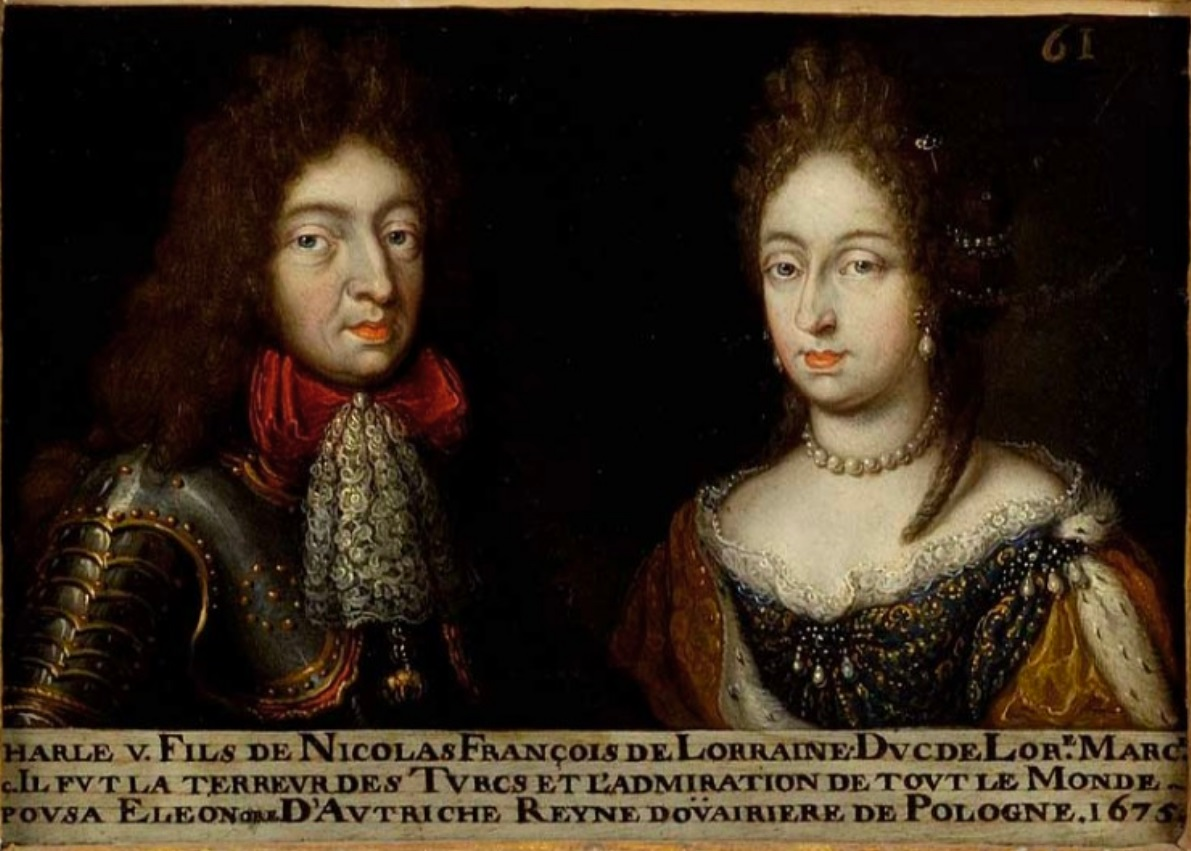
Карл V та Елеонора Марія

Принцеса пересіла до карети, яку свекор прислав по неї з Парми. Чергова зупинка відбулася у Фрідберзі, до якого несподівано прибув її брат Александр Сигізмунд. Брат і сестра повечеряли разом, а наступного дня він супроводив Доротею Софію до Клостерлехфельду. 8 квітня барон Егльхоф фон Целль привіз подорожуючим листи з Нойбургу, в яких батьки принцеси цікавивилися станом її здоров'я. Між Вайльгаймом і Мурнау візник повністю розтрощив карету, бо не побачив дерева. На імперському кордоні весільний кортеж вітали гарматним залпом. Маркіз Віголено відзначав, що Доротея Софія зранку завжди в гарному настрої і, вставши з ліжка, перш за все встановлює свій мандрівний вівтар. 

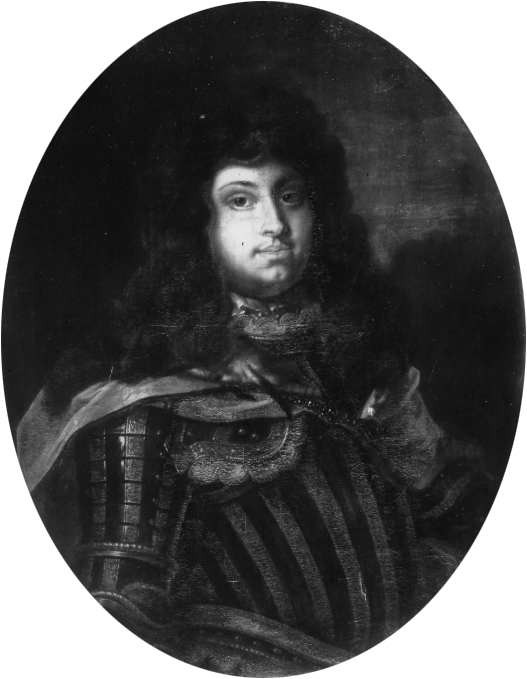
Портрет Одоардо Фарнезе пензля Я. Ф. ван Дувена

Перед Інсбруком принцеса була зустрінута герцогом Лотаринзьким Карлом V та його дружиною Елеонорою Марією, які супроводили процесію до міста, де на честь Доротеї Софії були влаштовані бал і бенкет. Протягом перебування її в місті двічі відбувалися слабкі поштовхи землетрусу. До Больцано колонна прибула 17 квітня, сильно страждаючи від пилу та спеки. Там принцеса дізналася, що її сестра, яка стала дружиною іспанського короля, зрештою дісталася Мадриду. Перед Тренто процесію зустрів камергер князя-єпископа. Прибулих вітали гарматним салютом. Сам князь-єпископ спроводжував Доротею Софію під руку до чотирьох церков міста. Після культурної програми відбулася розкішна трапеза в єпископському палаці. У Вероні, аби побачити кортеж, зібрався величезний натовп. Прибув з Венеції інкогніто і брат Доротеї Софії, Філіп Вільгельм, який супроводив її до Мантуї. На кордоні Моденського герцогства принцесу зустрів Франческо II д'Есте з дядьком-кардиналом. Після розкішного прийому вони так само проводили Доротею Софію до кордону з Пармою, де її вже очікували наречений із батьком. Рануччо II першим зустрів невістку, ніжно її привітавши. Вона із Одоардо пересіли до його екіпажу і о 16 годині 25 квітня прибули до столиці.
Дівчину змальовували як досить привабливу: високу, світловолосу та блакитнооку, у той же час, відому своїм зарозумілим характером та відсутністю почуття гумору. Маркіз Віголено відзначав, що вона дуже добре вихована та мудра не за віком. Її наречений, Одоардо Фарнезе, страждав від передчасного ожиріння, але мав привітні манери та славився дотепністю.
Аби дати принцесі відпочити вінчання було призначене на 15 травня, але через тривалу зливу перенесене на 17 число.

### Перший шлюб

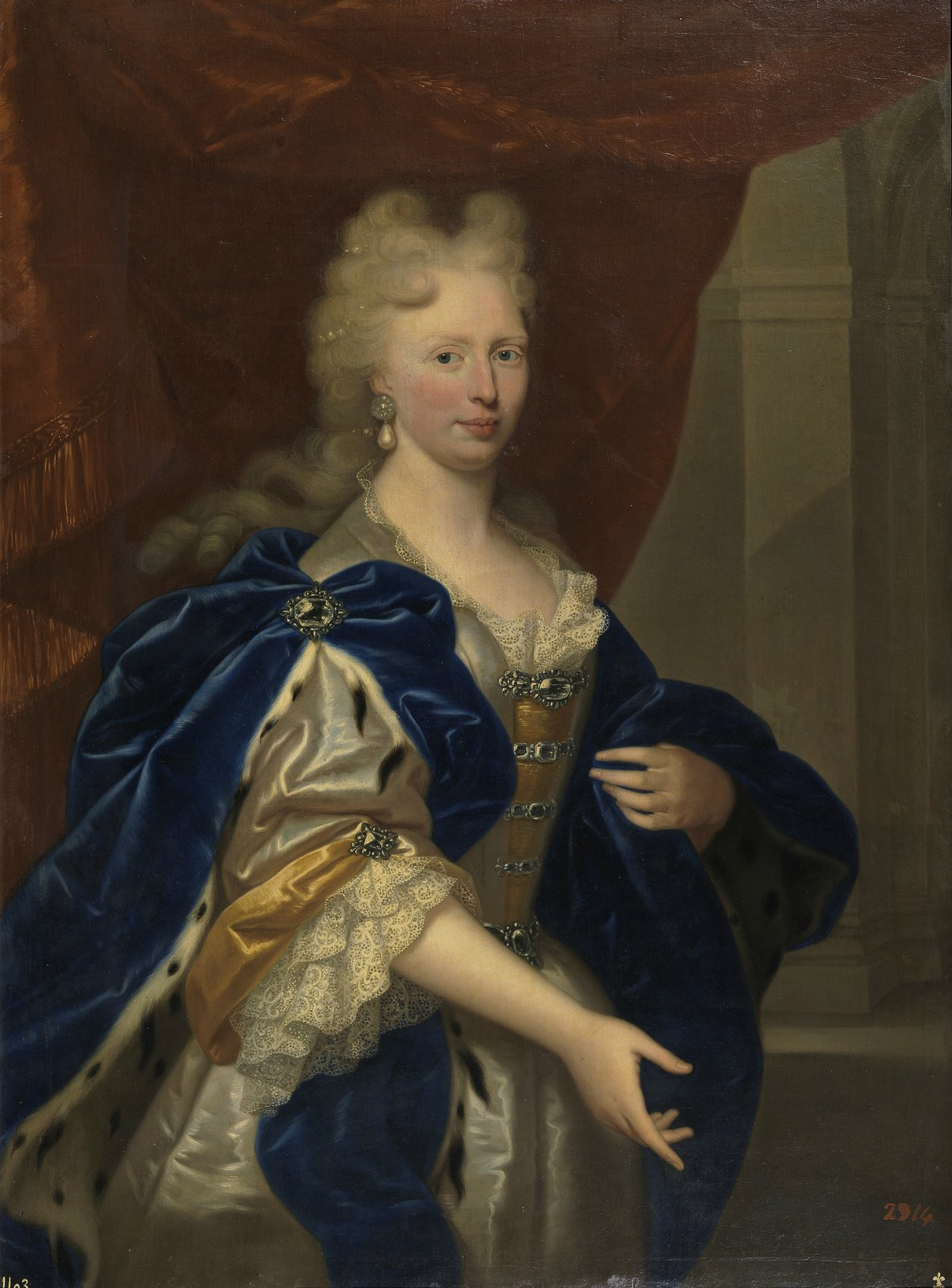
Портрет Доротеї Софії пензля невідомого майстра, Національний музей Прадо

Вінчання 19-річної Доротеї Софії та 23-річного Одоардо пройшло у соборі Парми 17 травня 1690. Церемонію провів єпископ Парми. Це був перший шлюб представників династії з німецькою аристократкою. Наречена отримала дуже великий посаг, що принесло величезну вигоду дому Фарнезе. Весільні урочистості тривали десять днів з надзвичайним розмахом.
Принцеса важко пристосувалася до життя витонченого світського двору. Суворий і релігійний характер Доротеї Софії, зрештою, призвів її до зневаги мирських подій, за винятком карнавалів. Втім, подружнє життя було відзначене міцною взаємною прихильністю, яку сучасники знаходили рідкісним явищем в аристократичних шлюбах за розрахунком.
Підданим же нова спадкоємна принцеса не сподобалася. Змушені заплатити великий податок, за рахунок якого фінансувалося весілля, вони знайшли її не надто вродливою та педантичною. І, хоча хвалили добродушний характер Одоардо, сумнівалися в його здатності мати дітей. Проте, менш ніж за рік, Доротея Софія завагітніла і у грудні 1691 року народила спадкоємця. Всього у шлюбі народила двох нащадків.
Втім, стан здоров'я Одоардо погіршувався. Сильне ожиріння заважало йому рухатися та займатися звичайною діяльністю. У серпні 1693 року єдиний син подружжя помер, а лікарі вважали народження ще однієї дитини вкрай малоймовірною подією. Втрата спадкоємця також частково спричинила подальше погіршення здоров'я принца. У вересні 1693 року Одоардо пішов з життя, сердечно оплакуваний дружиною.

### Другий шлюб

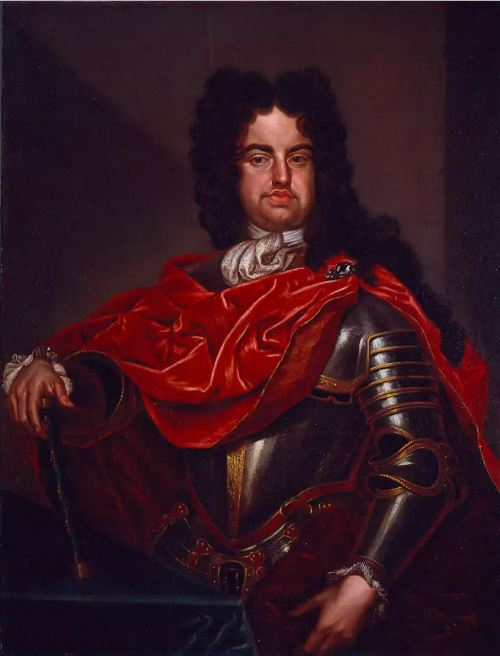
Портрет Франческо Фарнезе, Пармська національна галерея

Рануччо II, перш ніж померти, переконав свого молодшого сина Франческо одружитися з овдовілою невісткою, аби зберегти зв'язок з Імперією. Окрім того, таким чином він уникав необхідності повертати велий посаг курфюрсту, якщо той знову вирішить знову видати сестру в шлюб. Виснажені фінанси країни навряд чи витримали б таке повернення. Старший брат герцогині дійсно розглядав варіант її шлюбу з овдовілим курфюрстом Баварії Максиміліаном II або королем Швеції. Старого герцога не стало у грудні 1694 року. За два роки Франческо, який посів після нього престол, з дозволу Папи Римського, одружився з Доротеєю Софією.
Весілля 26-річної принцеси та 18-річного Францеско Фарнезе відбулося 7 вересня 1796 року. Святкування пройшли без звичайної пишності. Нареченого змальовували як серйозного молодика, який добре усвідомлював династичні обов'язки.
Спільних дітей у подружжя не було, але Франческо добре ставився до доньки Доротеї Софії, яка доводилася йому небогою. У 1714 році ця дівчина, на яку покладалися всі надії династії, була видана за короля Іспанії Філіпа V. Згідно Гаазького миру 1720 року їхній первісток Карл згодом мав успадкувати землі Парми та П'яченци, а також Тоскану.
Хоча Франческо протягом усього правління надавав більшу увагу справам зовнішньої політики, він розумно розпоряджався внітрішніми ресурсами країни. Герцог уникав фіскальних надмірностей, скорочував державні витрати, практикував помірність у судових витратах, ймовірно, зі схвалення дружини. Сама Доротея Софія мало робила аби завоювати прихильність своїх підданих, хоча представляла чоловіка майже на всіх публічних святах, як світських, так і релігійних. Регулярно листувалася з місіонерами, у тому числі з Африки.
У травні 1727 року Франческо помер.

### Подальше життя
Наступним герцогом став неодружений молодший брат її чоловіка, Антоніо. Відносини Доротеї Софії з діверем були прохолодними і за життя Франческо. З його смертю вони ще погіршилися. Герцогиня стверджувала, що новий правитель дуже обмежив її у коштах і просила захисту у доньки, стверджуючи у листах, що «вона одна далеко від батьківщини, в оточенні шпигунів, й не знає, кому довіряти».

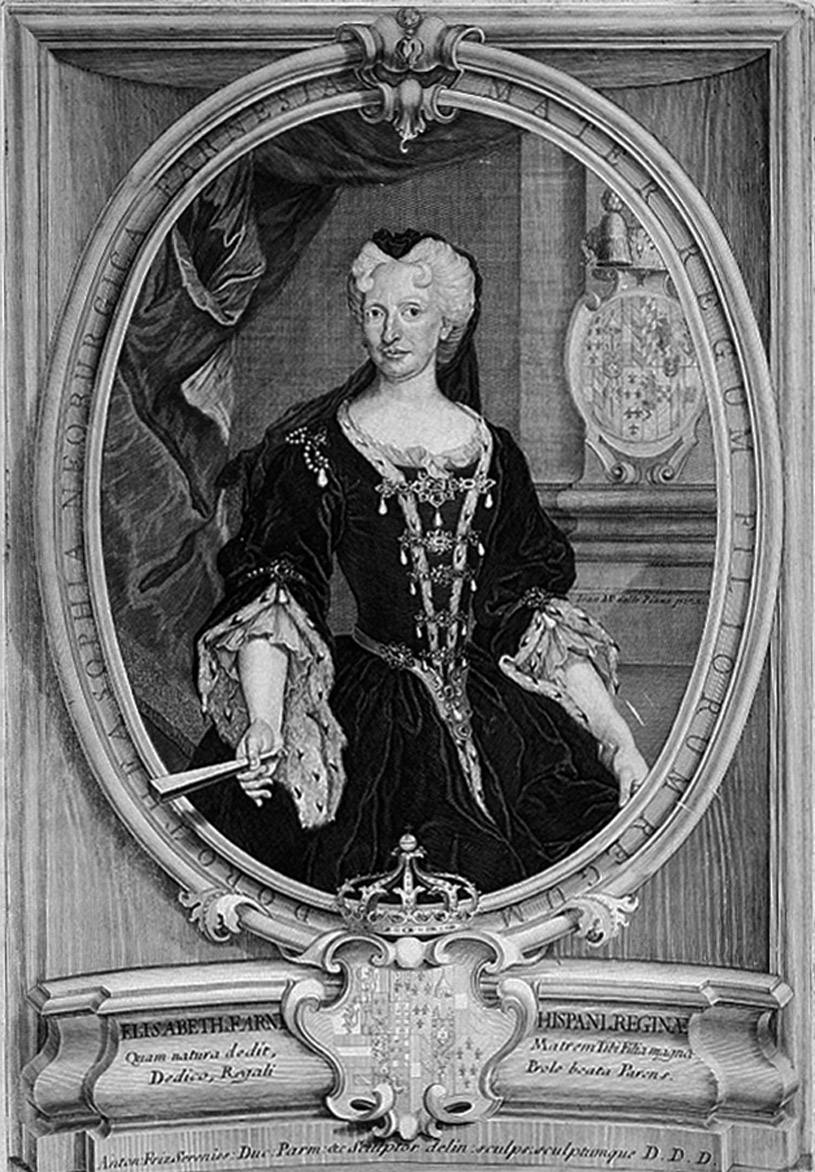
Доротея Софія на гравюрі

У 1728 році Антоніо Фарнезе побрався з Генрієттою д'Есте. Втім, він також страждав від ожиріння, і надії на появу спадкоємця було мало. Із новою герцогинею відносини у Доротеї Софії також складалися поганими, раніше вона робила все, аби цей шлюб не відбувся. Жінка не полишала надії звести згодом на престол свого онука Карла.
У січні 1731 року Антоніо помер, за день до смерті проголосивши, що Генрієтта є вагітною. Однак, дана вагітність була поставлена під сумнів. Доротея Софія у травні прибула із П'яченци, де вона мешкала, до Парми, аби слідкувати за подіями. Гінекогологічний огляд герцогині, який відбувся 31 травня, підтвердив її вагітність на сьомому місяці. Не зважаючи на це, багато хто продовжував вважати очікування немовляти мистифікацією. У вересні було офіційно оголошено, що дитина померла, не народившись.
29 грудня 1731 року Доротея Софія вступила у свої права регентства до повноліття онука. В ході урочистої церемонії, окрім іншого, граф Стампа вручив їй ключі від міста Парми. Карло Фругоні з цього приводу написав поетичну присвяту, холодно зустрінуту правителькою. Першим урядовим актом герцогині було звільнення міністрів і офіцерів, прихильних дому Фарнезе. 9 березня 1732 року Карл особисто прибув до Італії, але спершу зупинився в Тоскані, де його вітав Джан Гастоне Медічі, і лише у жовтні в'їхав до Парми. 20 січня 1734 року йому виповнилося 18 і, він став «волен панувати та керувати своїми країнами незалежним чином». Функції Доротеї Софії як регентки були вичерпані. Надалі вона вела приватне життя.

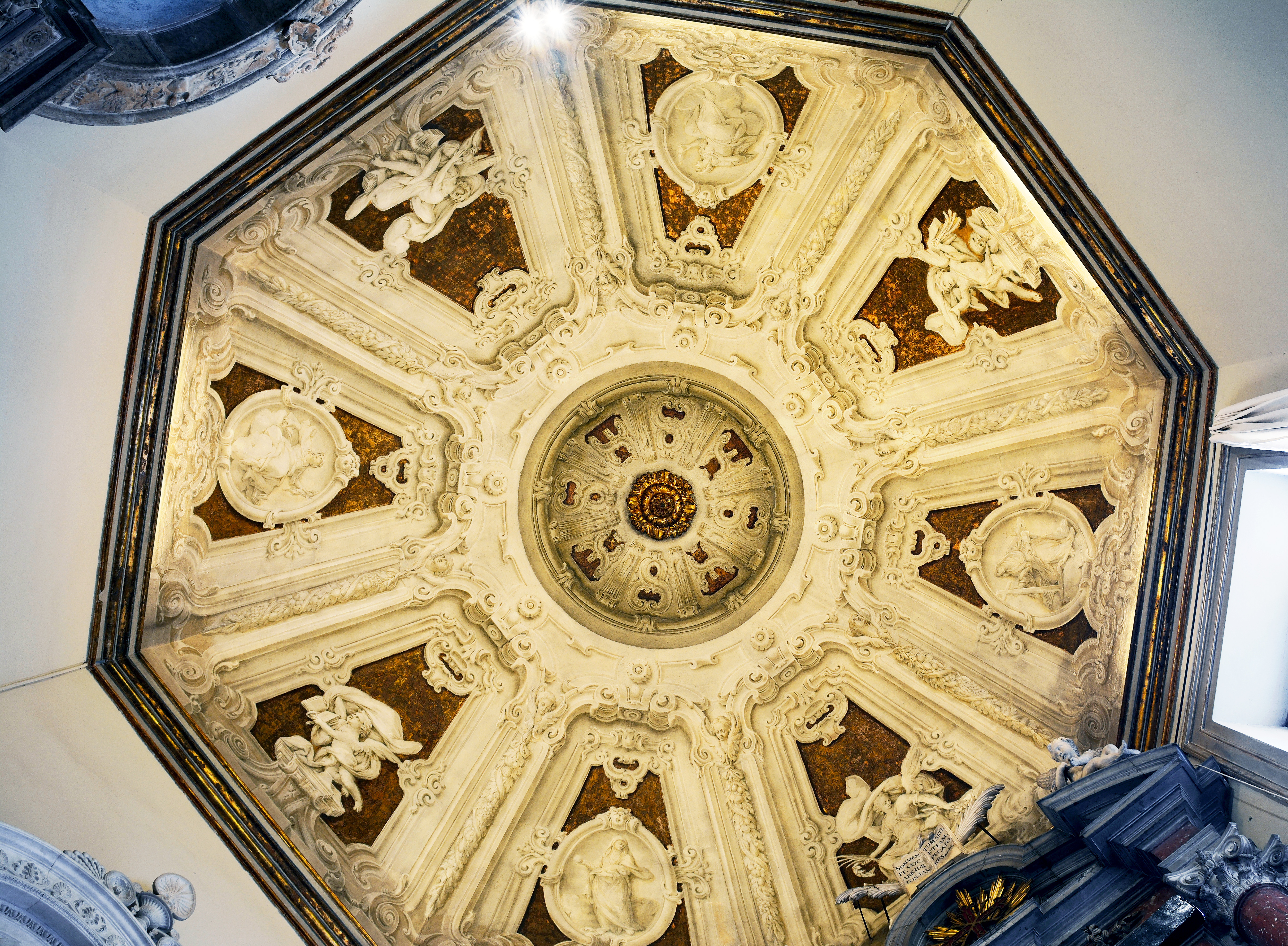
Стеля каплиці Фарнезе в церкві Санта Марія делла Стекката

Пармське герцогство у 1735 році відійшло під керування Габсбургів. Карл натомість став королем Неаполю та Сицилії.
Востаннє Доротея Софія з'явилася на публіці 1 травня 1739 року. Останні роки провела в побожності та молитвах. Втім, продовжувала полюбляти коштовності та сукні з тонких і дорогих тканин.
Пішла з життя у віці 78 років останньою зі своїх братів і сестер. Її не стало 15 вересня 1748 у Пармі. Поховали герцогиню 17 вересня у місцевій церкві капуцинів. У 1812 році прах перепоховали у крипті церкви Санта Марія делла Стекката.
За місяць після її смерті Парма, за Аахенським миром, знову відійшла до її онука, який поклав початок династії Бурбонів на Пармському престолі.

## Нагороди
- Благородний орден Зоряного хреста (Священна Римська імперія).

## Родина
Чоловік — Одоарде Фарнезе
Діти:
- Алессандро Ігнасіо (1691—1693) — прожив півтора роки;
- Єлизавета (1692—1766) — дружина короля Іспанії Філіп V, мала семеро дітей.

Чоловік — Франческо Фарнезе
Дітей не було